# Thomas Jefferson Ryan

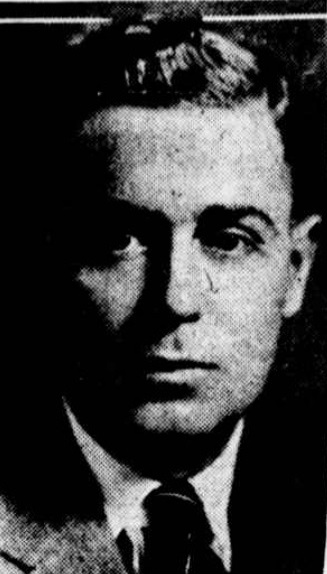
Thomas Jefferson Ryan

Thomas Jefferson Ryan (* 17. Juni 1890 in New York City; † 10. November 1968 in Miami, Florida) war ein US-amerikanischer Jurist und Politiker. Zwischen 1921 und 1923 vertrat er den Bundesstaat New York im US-Repräsentantenhaus.

## Werdegang
Thomas Jefferson Ryan besuchte öffentliche Schulen und das College of the City of New York. Er graduierte 1908 an der Scientific School der Fordham University in New York City und 1911 an der rechtswissenschaftlichen Fakultät desselben Instituts. Seine Zulassung als Anwalt erhielt er 1912 und begann dann in New York City zu praktizieren. Während des Ersten Weltkrieges diente er als Pilot in Frankreich und wurde dort verwundet. Politisch gehörte er der Republikanischen Partei an.
Bei den Kongresswahlen des Jahres 1920 für den 67. Kongress wurde Ryan im 15. Wahlbezirk von New York in das US-Repräsentantenhaus in Washington, D.C. gewählt, wo er am 4. März 1921 die Nachfolge von Peter J. Dooling antrat. Im Jahr 1922 erlitt er bei seiner Wiederwahlkandidatur eine Niederlage und schied nach dem 3. März 1923 aus dem Kongress aus.
Nach seiner Kongresszeit praktizierte er wieder als Anwalt. Er nahm 1922 als Delegierter an der State Convention teil und 1924 an der Republican National Convention in Cleveland. Dann war er 1925 Special Deputy Attorney General von New York. Zwischen 1925 und 1930 diente er als Counsel in der Alien Property Custodian. Ryan schloss sich 1926 der Demokratischen Partei an. Er ging wieder seiner Tätigkeit als Anwalt nach und war ein Special Deputy Attorney von New York. 1950 trat er seinen Ruhestand an und ließ sich in Coral Gables (Florida) nieder. Am 10. November 1968 verstarb er in Miami. Sein Leichnam wurde auf dem Calvary Cemetery in Long Island City beigesetzt.